# Giuseppe Beotti
Giuseppe Beotti (Gragnano Trebbiense, 26 agosto 1912 – Bardi, 20 luglio 1944) è stato un presbitero italiano, riconosciuto martire dalla Chiesa cattolica il 20 maggio 2023 e proclamato beato il 30 settembre dello stesso anno da papa Francesco.

## Biografia
Giuseppe Beotti nacque il 26 agosto 1912 a Campremoldo Sotto, frazione del comune di Gragnano Trebbiense, in provincia di Piacenza, da una famiglia di agricoltori. Fu battezzato il giorno stesso della sua nascita. Essendo il padre Emilio Beotti chiamato alle armi in occasione dello scoppio della prima guerra mondiale, lui e la sua famiglia furono mantenuti ed educati alla fede cattolica dalla madre Ernesta Mori. Tra il 1916 e il 1919 tre dei suoi fratelli morirono a causa della difterite e della spagnola; sopravvivono solo le due sorelline, Maria e Savina. Durante questa fase della sua vita, il piccolo Giuseppe iniziò a scoprire gradualmente la sua vocazione al sacerdozio.
Nel 1925 entrò nel seminario della diocesi di Piacenza e fu ordinato sacerdote il 2 aprile 1938. Celebrò la sua prima messa a Gragnano, il giorno della domenica in Albis. Iniziò il suo ministero come viecparroco di Borgonovo Val Tidone. Era noto per la sua spiccata sensibilità nei confronti delle famiglie bisognose, aiutando anche i giovani che lottavano per il loro diritto a ricevere un'istruzione di qualità.
Nel 1940, poco dopo lo scoppio della seconda guerra mondiale, fu inviato come parroco a Sidolo, un piccolo paese nel comune di Bardi, in provincia di Parma. Fin da subito si distinse per accoglienza e instancabile resistenza ad ogni forma di totalitarismo: ospitò ebrei, partigiani e soldati feriti nella sua casa parrocchiale.
Nel 1944 la cittadina fu invasa dalle truppe militari naziste. Tuttavia non smise di prestare il suo aiuto senza eccezioni, e accolse un centinaio di ebrei, aiutando anche i combattenti della resistenza, i ribelli, i soldati e i prigionieri di guerra fuggiti, perseguitati e feriti. Durante questo periodo travagliato, non esitò a difendere i diritti dei suoi parrocchiani. Domenica 16 luglio 1944, durante la messa, disse:
Quando l'entrata dei tedeschi in paese era ormai vicina, alcuni dei suoi parrocchiani gli consigliarono di fuggire insieme a loro per nascondersi nei cunicoli scavati nel bosco, ma lui rifiutò categoricamente dicendo:
Durante un'azione svoltasi tra il 10 e l'11 luglio a Pelosa sopra Bedonia, una colonna tedesca perse 70 uomini. Questo fatto provocò un inasprimento dell'azione dei nazisti, i quali dichiararono più volte di voler vendicare i caduti. Di fronte a pericoli immediati come minacce di arresto e rappresaglie, non fuggì, ma rimase nella sua parrocchia in costante preghiera.
Tra il 19 e il 20 luglio del 1944 i nazisti raggiunsero Sidolo e la rasero quasi al suolo. Don Beotti aveva trascorso la notte in preghiera assieme al seminarista Italo Subacchi e al parroco di Porcigatone don Francesco Delnevo, che avevano cercato rifugio nella sua canonica. Incerti sul da farsi, don Giuseppe e gli altri pensano di esporre un lenzuolo bianco dal campanile per dare segnale ai nazisti dell'assenza di partigiani armati nel paese; tale segno, però, fu frainteso dai tedeschi, che, al contrario, vollero uccidere il parroco. Don Beotti fu arrestato assieme a don Francesco Delnevo e al seminarista Italo Subacchi e verso le 16:15 vennero tuttie tre fucilati. Prima di essere ucciso, don Beotti si fece un'ultima volta il segno della croce, tenendo nell'altra mano il breviario. Il suo assassinio fu motivato dall'odio verso i nazisti per aver violato le loro politiche antisemite.

## Il culto
La causa di beatificazione è stata aperta a livello diocesano il 21 novembre 2010. La chiusura ufficiale del procedimento diocesano è avvenuta il 7 novembre 2014, con la presentazione delle testimonianze al Dicastero delle Cause dei Santi. Il 20 maggio 2023 papa Francesco ha autorizzato la promulgazione del decreto che riconosce il suo martirio in odio alla fede La cerimonia di beatificazione si è svolta il 30 settembre 2023 nella cattedrale di Piacenza, durante una celebrazione presieduta dal cardinale Marcello Semeraro, prefetto del Dicastero delle cause dei santi, in qualirà di delegato pontificio.